# Sjeveljovka
Sjeveljovka (ryska: Шевелёвка) är ett vattendrag i Belarus. Det ligger i den centrala delen av landet, 120 km sydväst om huvudstaden Minsk.
Trakten runt Sjeveljovka består till största delen av jordbruksmark. Runt Sjeveljovka är det ganska glesbefolkat, med 26 invånare per kvadratkilometer.